# Pečica
Pečica este o localitate din comuna Šmarje pri Jelšah, Slovenia, cu o populație de 109 locuitori.